# Трябваше да си тръгнеш
„Трябваше да си тръгнеш“ (на английски: You Should Have Left) е американски психологически филм на ужасите от 2020 г., написан и режисиран от Дейвид Коп, базиран на едноименната книга от 2017 г., написана от Даниел Келман. Главните роли се изпълняват от Кевин Бейкън и Аманда Сайфред. Джейсън Блум служи като продуцент чрез банера Blumhouse Productions.
Оригинално е предвиден да бъде театрално пуснат, филмът е пуснат дигитално чрез видео по поръчка на 18 юни 2020 г. от Universal Pictures. Получава смесени отзиви от критиците.

## Актьорски състав
| Актьор           | Роля          |
| ---------------- | ------------- |
| Кевин Бейкън     | Тио Конрой    |
| Аманда Сайфред   | Сузана        |
| Ейвъри Есекс     | Ела           |
| Колин Блуменау   | Продавачката  |
| Лаури-Ан Ричардс | Уелската жена |